# Nikolai Nikolajewitsch Bogoljubow

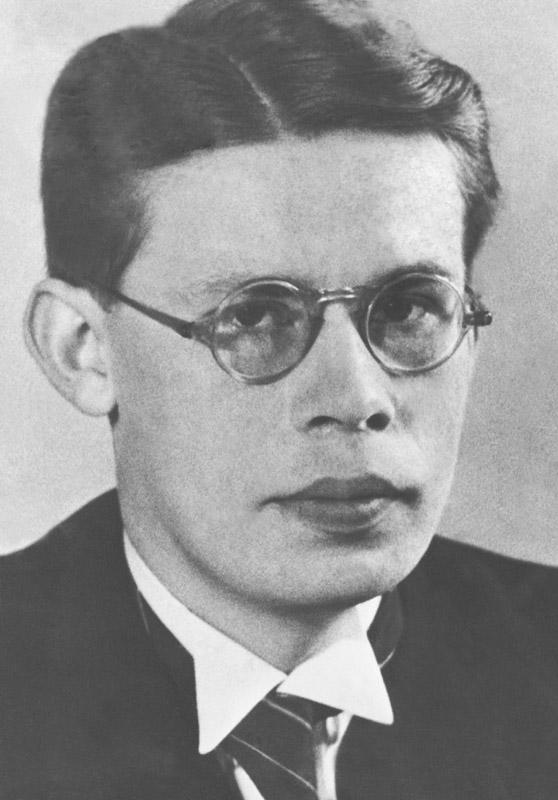
Nikolai Nikolajewitsch Bogoljubow (1930)

Nikolai Nikolajewitsch Bogoljubow, russisch Николай Николаевич Боголюбов, englische Transkription Nikolay Nikolaevich Bogolyubov, (* 8.jul. / 21. August 1909greg. in Nischni Nowgorod; † 13. Februar 1992 in Moskau) war ein sowjetischer theoretischer Physiker und Mathematiker.

## Leben
Mit vierzehn Jahren nahm er an einem Seminar des Lehrstuhls für mathematische Physik der Akademie der Wissenschaften der Ukrainischen SSR unter der Leitung von Nikolai Krylow teil. 1924 verfasste er seine erste wissenschaftliche Arbeit, so dass er 1925 ohne Diplom eine Aspirantur beginnen konnte. Diese beendete er 1928 mit der Promotion und konnte sich 1930 im Alter von nur 21 Jahren habilitieren. Von 1928 bis 1973 arbeitete er an der Akademie der Wissenschaften der UdSSR. Von 1936 bis 1950 lehrte er als Professor sowohl an der Universität Kiew wie an der Lomonossow-Universität in Moskau. Ab 1949 arbeitete er am Steklow-Institut für Mathematik der Akademie der Wissenschaften der UdSSR.
Ab 1956 war er auch gleichzeitig als Leiter des Laboratoriums für theoretische Physik am Vereinigten Institut für Kernforschung (VIK) in Dubna tätig, wo er ab 1965 den Posten des Direktors einnahm. Nach anfänglichen Arbeiten mit rein mathematischen Problemen widmete er sich Problemen der theoretischen Physik. Gemeinsam mit Krylow beschäftigte er sich mit Näherungsmethoden der Analysis und der nichtlinearen Mechanik. Ein weiterer Teil der Untersuchungen betraf Fragen zu einem speziellen Gebiet der modernen Theorie der Differentialgleichungen und der Funktionalanalysis. Bogoljubow und Krylow schufen die sogenannte Theorie invarianter Maße in dynamischen Systemen. Darüber hinaus gelangen ihm grundlegende Arbeiten zur Quantenstatistik (in der Vielteilchentheorie) und der kinetischen Theorie unter Zuhilfenahme moderner mathematischer Methoden. Von 1952 bis 1957 verfasste er einen ganzen Zyklus von Arbeiten zur Quantenfeldtheorie.
Bogoljubow begründete eine Schule der nichtlinearen Mechanik, der statistischen Physik und der Quantenfeldtheorie. Als herausragende Arbeit fand er z. B. eine strenge Ableitung der Boltzmann-Gleichung und entwickelte das Konzept der Renormierungsgruppe und mit Parasiuk die mathematische strenge Grundlegung des Renormierungsverfahrens in der Quantenfeldtheorie (BPHZ-Formalismus, von Klaus Hepp und Wolfhart Zimmermann weiterentwickelt).
Nach S. P. Nowikow hatte sein Ansehen unter den reinen Mathematikern in Russland in den 1930er Jahren erheblich durch eine kleinkarierte und überzogene Kritik gelitten, die insbesondere von A. A. Markow und Dmitri Jewgenjewitsch Menschow ausging. Das betraf seine Lösung von Lusin’s Problem über fastperiodische Funktionen, aber auch seine Arbeiten mit Krylow (die allerdings nach Nowikow auch gravierende Fehler aufwiesen) und allgemeinen seinen lockeren, intuitiven Stil. Nach Nowikow hatte das für ihn auch Vorteile, da er jahrelang ungestört Quantentheorie studieren konnte (ein Gebiet das sonst von den reinen Mathematikern in der Sowjetunion damals völlig vernachlässigt wurde – selbst führende Mathematiker wie Andrei Kolmogorow waren bis in die 1970er Jahre im Wesentlichen von der klassischen Mechanik geprägt, von Israel Gelfand abgesehen). Als er sich dann der Physik zuwandte, insbesondere Supraflüssigkeiten, war er anfangs der scharfen Kritik von Lew Landau in dessen Seminaren ausgesetzt. Er konnte Landau zwar am Ende überzeugen, die Beziehung blieb aber angespannt. Später hatte er eine herausragende Stellung in der mathematischen Physik in der Sowjetunion und darüber hinaus hohes internationales Ansehen. Nach Nowikow stand er anfangs auch den einflussreichen sowjetischen Mathematikern Iwan Matwejewitsch Winogradow und Michail Alexejewitsch Lawrentjew bei der Duldung von deren Umsetzung der offiziellen antisemitischen Tendenzen in der Wissenschaftspolitik nah, was sich erst nach seinem Zerwürfnis mit Winogradow in den 1970er Jahren änderte.
1960 wurde Bogoljubow in die American Academy of Arts and Sciences gewählt, 1969 in die National Academy of Sciences (als International Member). Im Jahr 1966 erhielt er den Dannie-Heineman-Preis für mathematische Physik, 1989 die Ljapunow-Goldmedaille und 1992 die Dirac-Medaille (ICTP). 1958 hielt er mit Wassili Sergejewitsch Wladimirow einen Plenarvortrag auf dem Internationalen Mathematikerkongress in Edinburgh (On some mathematical problems of quantum field theory).
Einige seiner Studenten waren Juri Alexejewitsch Mitropolski, Anatoli Alexejewitsch Logunow, Albert Tawchelidse, Selim Grigorjewitsch Krein, Dmitri Wassiljewitsch Schirkow und Jossif Iljitsch Gichman (Iosif Ilich Gikhman).

## Ehrungen
- Stalinpreis (1947, 1953)[6]
- Orden des Roten Banners der Arbeit (1948, 1954)[6]
- Leninpreis (1958)[7]
- Dannie-Heineman-Preis für mathematische Physik (1966)
- Held der sozialistischen Arbeit (1969, 1979)[6]
- Helmholtz-Medaille (1969)
- Max-Planck-Medaille (1973)
- Staatspreis der UdSSR (1984)[7]
- Lomonossow-Goldmedaille (1984)
- Ljapunow-Preis (1989)
- Dirac-Medaille (1992)
- Namensgeber für (22616) Bogolyubov, einen Asteroiden (2009)[8]

Seit 1999 wird von der Russischen Akademie der Wissenschaften für herausragende Leistungen in der Mathematik, in der theoretischen Physik oder Mechanik an russische und ausländische Wissenschaftler die Bogoljubow-Goldmedaille verliehen.

## Werke und Schriften (Auswahl)
Hinweis: NNB veröffentlichte unter den folgenden Namen bzw. ist unter diesem Namen der gleiche Autor aufgrund von Übersetzungen etc.: Bogoliouboff, Bogoljubow, Bogoljubov, Bogoliubov, Bogolubov oder Bogolyubov. Sein Sohn veröffentlicht unter dem Zusatz "Jr.".

### Fachartikel
- Nicolas Bogoliouboff: Sur quelques méthodes nouvelles dans le Calcul des Variations. In: Annali di Matematica Pura ed Applicata. Band 7, Nr. 1, Dezember 1929, S. 249–271, doi:10.1007/BF02409978.
- N. N. Bogoljubow, D. W. Schirkow: Probleme der Quantentheorie der Felder. In: Fortschritte der Physik. Band 3, Nr. 9–10, 1955, S. 439–495, doi:10.1002/prop.19550030903.
- N. N. Bogoljubow, D. W. Schirkow: Probleme der Quantenfeldtheorie (II. Beseitigung der Divergenzen aus der Streumatrix). In: Fortschritte der Physik. Band 4, Nr. 9–10, 1956, S. 438–517, doi:10.1002/prop.19560040903.
- mit O. S. Parasiuk: Über die Multiplikation der Kausalfunktionen in der Quantentheorie der Felder. In: Acta Mathematica, Band 97, 1957, S. 227–266
- N. N. Bogoljubov: On a new method in the theory of superconductivity. In: Il Nuovo Cimento. Band 7, Nr. 6, März 1958, S. 794–805, doi:10.1007/BF02745585 (englisch).
- N. N. Bogoljubov, V. V. Tolmachov, D. V. Širkov: A New Method in the Theory of Superconductivity. In: Fortschritte der Physik. Band 6, Nr. 11–12, 1958, S. 605–682, doi:10.1002/prop.19580061102.

### Bekannte Werke zur QFT
- N. N. Bogoljubov, D. V. Shirkov: Introduction to the theory of quantized fields (= Interscience monographs in physics and astronomy. Band 3). 1.  Auflage. Wiley-Interscience, New York 1959, ISBN 978-0-470-08613-1 (englisch, archive.org).
  - 3. Auflage 1980. ISBN 0-471-04223-4
- N. N. Bogolubov, A. A. Logunov, I. T. Todorov: Introduction to Axiomatic Quantum Field Theory (= Advanced Book Program). W. A. Benjamin, 1975, ISBN 0-8053-0982-9 (archive.org).
- N. N. Bogoliubov, D. V. Shirkov: Quantum Fields (= Advanced Book Program). 1. Eng. Ed. Auflage. Benjamin/Cummings Pub. Co., Reading, Mass 1982, ISBN 0-8053-0983-7 (englisch, archive.org).
  - Deutsche Ausgabe: Quantenfelder. 1984. Band 46 der Hochschulbücher für Physik.

### Weitere Fachbücher
- mit N. M. Krylow: Introduction to Nonlinear Mechanics. Princeton University Press, Princeton 1947.
- mit B. W. Medwedjew und M. K. Poliwanow: Problems in the Theory of Dispersion Relations. Institute for Advanced Study, Princeton 1958.
- mit J. A. Mitropoliskii: Asymptotic Methods in the Theory of Non-Linear Oscillations. Gordon and Breach, New York 1961.
- Problems of a Dynamical Theory in Statistical Physics. In: J. De Boer, G. E. Uhlenbeck (Hrsg.): Studies in Statistical Mechanics 1. North Holland, Amsterdam 1962, S. 1–118
- Lectures on quantum statistics. Gordon & Breach, Band 1: Quantum statistics.  New York 1967; Band 2: Quasi-averages. New York 1970
- A Method for studying Model Hamiltonians: A Minimax Principle for Problems in Statistical Physics. Pergamon Press, Oxford 1972
- mit J. A. Mitropoliskii und A. M. Samoilenko: Methods of Accelerated Convergence in Nonlinear Mechanics. Hindustan Publ. Corp., Delhi 1976, ISBN 3-540-07106-7
- N N Bogolubov, N N Bogolubov, Jr.: Introduction to Quantum Statistical Mechanics. World Scientific, 1982, ISBN 978-9971-950-31-6, doi:10.1142/0018 (englisch).
  - Auch bei Gordon Breach erschienen. 1992. ISBN 2-88124-879-9
- N N Bogolubov, N N Bogolubov Jr.: Aspects of Polaron Theory: Equilibrium and Nonequilibrium Problems. World Scientific, 2008, ISBN 978-981-283-398-3, doi:10.1142/6981.
- Selected Works. Part I. Dynamical Theory. Gordon and Breach, New York 1990, ISBN 2-88124-752-0, ISBN 978-2-88124-752-1.
- Selected Works. Part II. Quantum and Classical Statistical Mechanics. Gordon and Breach, New York 1991, ISBN 2-88124-768-7.
- Selected Works. Part III. Nonlinear Mechanics and Pure Mathematics. Gordon and Breach, Amsterdam 1995, ISBN 2-88124-918-3.
- Selected Works. Part IV. Quantum Field Theory. Gordon and Breach, Amsterdam 1995, ISBN 2-88124-926-4.

### Nach ihm benannt
- Bogoliubov-Ungleichung
- Bogoljubow-Theorie